# Саманидская гражданская война (888)
Гражданская война Саманидов 888 года — конфликт между братьями Саманидами. Насром I, правителем Самарканда и эмиром всех территорий Саманидов, и Исмаилом I, который был правителем Бухары и Хорезма.
Война произошла через три года после гражданской войны Саманидов 885 года, которая закончилась установлением статус-кво. На этот раз, однако, война закончилась решительной победой Исмаила. 
После войны брат-победитель проявил большое уважение к своему старшему и побежденному брату. Согласно легенде, Исмаил даже поцеловал руку Насра в знак извинения. По-видимому, Наср потерял большую часть своей власти, но он не был смещен с трона Саманидов; вместо этого Исмаил стал фактическим правителем империи, а после смерти своего брата стал эмиром.